# Малая Бирюса
Ма́лая Бирюса́ — река в Иркутской области России, правый приток Бирюсы.
Берёт начало на северном склоне Восточного Саяна, образуется слиянием рек Чёрная Бирюса, Красная Бирюса и Нейгота. Преимущественно течёт с юга на север. Река сильно петляет, делится на рукава. Русло часто перегорожено завалами из камней, характерны мели. Ниже устья правого притока, реки Белой, начинаются шиверы, которые далее чередуются с плёсами. Впадает в Бирюсу на отметке 608 м над уровнем моря. Длина от истока к устью — 167 км. Площадь водосборного бассейна — 3020 км².

## Основные притоки
(расстояние от устья)

| - 8 км: ручей Берёзовый (пр) - 18 км: Большая Ёрма (пр) - 28 км: ручей Хылда (лв) - 36 км: ручей Грехи (лв) - 52 км: Семь Грехов (лв) - 66 км: Мэдэкэ (пр) - 75 км: Белая (пр) | - 94 км: Джугояка (пр) - 116 км: Идыкень (пр) - 121 км: Нижний Хуллок (лв) - 132 км: Кичень (пр) - 137 км: Комсот (пр) - 153 км: Нейгота (пр) - 153,1 км: Чёрная Бирюса (лв) |

## Данные водного реестра
По данным государственного водного реестра России относится к Ангаро-Байкальскому бассейновому округу, речной бассейн реки — Ангара, речной подбассейн реки — Тасеева, водохозяйственный участок реки — Бирюса.
Код объекта в государственном водном реестре — 16010200212116200031685.